# اپث
اُپِث (به انگلیسی: Opeth) گروه موسیقی پراگرسیو متال سوئدی از استکهلم است که در ۱۹۹۰ پایه‌گذاری شد. این گروه تا به امروز تغییرات متعددی در ترکیب اعضا تجربه کرده است ولی میکائیل اکرفلت تنها عضو گروه است که به عنوان خواننده، لید گیتاریست و ترانه‌سرا از زمان تأسیس تابه‌حال در آن حضور داشته است. اپث تا سال ۲۰۰۹ بیش از یک و نیم میلیون آلبوم و DVD در سراسر دنیا به فروش رسانده که ۳۰۰٬۰۰۰ نسخه تنها در ایالات متحده بوده است.
اپث در طی فعالیت خود ژانرهایی همچون فولک، بلوز، پراگرسیو متال، جاز و کلاسیک را در موسیقی خود که بیش‌تر در دث متال ریشه دارد آمیخت و استایل مختص به خود را به وجود آورد. استفاده از گیتار آکوستیک در فواصل مشخص و تغییر مودهای پراحساس و پویا به‌علاوهٔ استفاده از شیوهٔ آواز خوانندگان دث متال و آواز معمولی در کنار هم، از مشخصه‌های آثار اپت هستند. آن‌ها که در زمان انتشار ۴ آلبوم اول‌شان تورهایی محدود به‌راه انداختند، در سال ۲۰۰۱ و در پی انتشار آلبوم پنجم‌شان پارک بلک‌واتر اولین تور جهانی‌شان را برگزار کردند.
از اپث چهارده آلبوم استودیویی، چهار آلبوم زنده و دو مجموعه جعبه‌ای منتشر شده است. آن‌ها اولین آلبوم‌شان به‌نام ارکیده را در سال ۱۹۹۵ منتشر کردند. گرچه آلبوم هشتم اپت با نام اوهام روح در زمان انتشارش در ایالات متحده آمریکا بسیار محبوب شد، آن‌ها پیش از انتشار آلبوم نهمشان، واترشد، در آن کشور موفقیت بزرگ تجاری به‌دست نیاورده بودند. واترشد در زمان انتشارش در آمریکا تا رتبهٔ ۲۳ بیلبورد ۲۰۰ صعود کرد و در اولین هفتهٔ انتشارش در فنلاند پرفروش‌ترین آلبوم بود.

## تاریخچه

### شکل‌گیری (۹۳–۱۹۹۰)

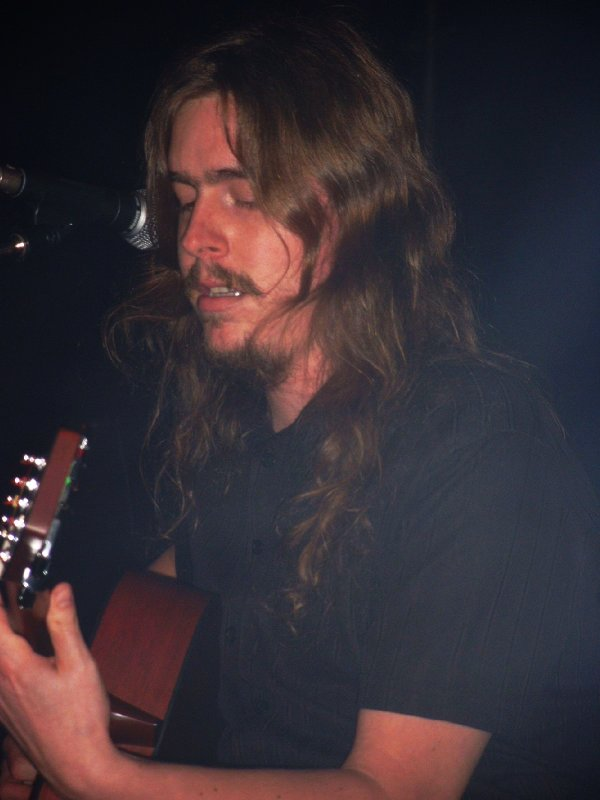
میکائیل اکرفلت ترانه‌سرا و آهنگساز اصلی گروه

اپث در پاییز ۱۹۹۰ به عنوان یک گروه دث متال توسط دیوید ایزبرگ، خواننده، در استکهلم سوئد شکل گرفت. ایزبرگ از میکائیل اکرفلت که در آن زمان ۱۶ سال سن داشت و سابقه عضویت در گروه اِراپشن را نیز دارا بود درخواست کرد که به عنوان نوازندهٔ گیتار بیس به او بپیوندد. فردای آن روز مشخص شد که ایزبرگ با سایر اعضای گروه دربارهٔ حضور اکرفلت صحبتی نکرده و متعاقب آن بحثی انجام شد که ایزبرگ و اکرفلت از سایر اعضا جدا شدند و به سمت یک پروژه جدید با نام اپث رفتند. نام گروه برگرفته از واژهٔ «Opet» از رمان ویلبر اسمیت با نام سانبرد است که در این رمان نام یک شهر ساخته‌شده توسط مصریان باستان است که به عنوان «شهر ماه» ترجمه می‌شود.
ایزبرگ و اکرفلت یک نوازندهٔ درام با نام آندرس نردین، یک نوازنده بیس با نام نیک دورین و یک نوازندهٔ گیتار با نام آندرس دیمئو را به به گروه ملحق کردند. به دلیل ناراضی بودن از پیشرفت اندک گروه، نردین و دیمئو پس از نخستین اجرایشان از گروه جدا شدند.
گروه کیم پترسن را به عنوان گیتارنواز و یوهان دی‌فارفلا را به عنوان نوازندهٔ گیتار بیس جایگزین آن دو کرد. پس از مدتی دی‌فارفلا گروه را برای گذراندن اوقات فراغت با دوست‌دختر خود در آلمان ترک کرد، در ابتدا متیوس آندر جایگزین او شده بود اماپس از مدتی او نیز جای خود را به دوست اکرفلت، پیتر لیندگرن، داد و لیندگرن به عنوان بیس نواز به عضویت گروه درآمد. پترسن، گیتاریست گروه، نیز پس از اجرای بعدی گروه را ترک کرد و لیندگرن که بیس‌نواز گروه بود به عنوان گیتار نواز جای وی را گرفت و از آن پس از آن نیز استفان گوتکلنت جای او بیس نواخت. دیوید ایزبرگ متعاقباً در سال بعد گروه را به دلیل تفاوت‌های خلاقیتی ترک کرد.

بیشتر افراد، دست‌کم در موج دث متال سوئد، در استودیوی یونیساوند ضبط می‌کردند و اپث پیش از این که آلبومش رو پخش کنه به عنوان یک گروه جُک درنظر گرفته می‌شد. کسی از ما انتظار چیزی رو نداشت و هیاهوی بزرگی دربارهٔ ما نبود. در برخی از نمایش‌های نخست خیلی بد بودیم و دیوید [ایزبرگ]، خواننده و بنیان‌گذار گروه، زیاد مورد پسند نبود. ما هیچ دوستی در موج دث متال سوئدی نداشتیم و کسی رو به یاد نمی‌ارم. روی هم رفته غریبه بودیم.

میکائیل اکرفلت پیش از انتشار آلبوم نخست اپث
با جداشدن ایزبرگ از گروه، اکرفلت تمام قسمت‌های مربوط به خواندن را عهده‌دار شد و به همراه لیندگرن و نردین به ساخت و تمرین قطعات پرداخت. گروه با تکیهٔ کمتر بر ضرب‌آهنگ‌های سبک دث متال و استفاده از گیتار آکوستیک و هارمونی‌های گیتار در موسیقی خود؛ هستهٔ اصلی صدای اپث را شکل داد. پس از مدتی در سال ۱۹۹۴ گروه با کندل‌لایت رکوردز قرارداد همکاری به امضا رسانید و گوتلنت بیس‌نواز نیز در این مدت از گروه کنار گذاشته شد. گروه برای جایگزینی وی دوباره از عضو سابق خود یوهان دی‌فارفلا استفاده کرد، دی فارفلا ابتدا به عنوان موسیقی‌دان فصلی در مراحل ضبط ارکیده، نخستین آلبوم اپث، به همکاری پرداخت اماپس از انتشار آلبوم به عنوان عضو اصلی گروه فعالیت کرد.

### ارکیده،طلوع صبحوآغوش من، نعش‌کش تو(۹۸–۱۹۹۴)
اپث نخستین آلبوم خود را با نام ارکیده در آوریل سال ۱۹۹۴ به تهیه‌کنندگی دن سوانو ضبط کرد، اما به دلیل مشکلاتی که کمپانی تازه‌بنیانگذاری‌شدهٔ کندل‌لایت رکوردز در پخش آلبوم داشت، در ۱۵ می ۱۹۹۵ تنها در اروپا عرضه شد. آلبوم اُرکیده؛ دث متال مرسوم در آن زمان را با به‌کارگیری سازهایی همچون گیتار آکوستیک، پیانو در خود داشت که آل‌میوزیک آن را درخشان و منحصر به فرد و شگفت‌انگیز شرح می‌دهد.
پس از چند اجرا در بریتانیا، اپث در ماه مارس ۱۹۹۶ به استودیو بازگشت تا کار بر روی دومین آلبوم استودیویی خود را از سر بگیرد، در این آلبوم نیز دن سوانو تهیه‌کنندگی آلبوم را عهده‌دار بود. آلبوم با نام طلوع صبح در ژوئن ۱۹۹۶ در اروپا پخش شد. با اینکه این آلبوم تنها دارای پنج آهنگ بود اما مدت زمان آن بالای ۶۶ دقیقه بود، این آلبوم شامل آهنگ «رز سیاه جاویدان»، طولانی‌ترین آهنگ اپث تا به امروز، است که بالای بیست دقیقه زمان دارد. طلوع صبح برای اپث یک موفقیت بزرگ به‌شمار می‌رفت و آل‌میوزیک به آن چهار ستاره داد. گروه در پشتیبانی از این آلبوم در پادشاهی متحده تور برگزار کرد و متعاقب آن به همراه گروه کریدل آو فیلث به تور اسکاندیناوی رفت. زمانی که اپث در تورهای این آلبوم بود مورد توجه سنچری مدیا رکوردز قرار گرفت و موجب شد که گروه با این کمپانی قرارداد امضا کند، این کمپانی دو آلبوم نخست اپث را در ۱۹۹۷ در ایالات متحده آمریکا عرضه کرد.
پس از تور، اکرفلت و لیندگرن، دی‌فارفلا را به دلایل شخصی و بدون موافقت نردین از گروه کنار گذاشتند، هنگامی که اکرفلت؛ نردین را که در مرخصی برزیل به سر می‌برد از این موضوع آگاه ساخت، او نیز گروه را ترک کرد و در برزیل به دلایل شخصی ماند.
مارتین لوپز، درامر سابق گروه آمن امارث، به آگهی تبلیغاتی که اکرفلت در روزنامه گنجانده بود چراغ سبز نشان داد و در سال ۱۹۹۷ به گروه اپث پیوست و نخستین همکاری خود با گروه را در یک بازخوانی از آهنگ «آینده را به یادآور» از آیرن میدن انجام داد، این همکاری وی در آلبومی که برای بزرگداشت آیرن میدن از سوی چند هنرمند مختلف عرضه شد (ندایی به آیرون‌ها) نیز گنجانده شد.
گروه با بودجهٔ زیادی که از سنچری مدیا برای ضبط آلبوم گرفته بودند کار بر روی سومین آلبوم خود را در اوت ۱۹۹۷ آغاز کرد. در این دوره فردریک نورداستروم تهیه‌کنندگی آلبوم را عهده‌دار بود و مراحل آلبوم نیز در استودیو فریدمن انجام می‌گرفت. مدتی پیش از ضبط سومین آلبوم، گروه؛ مارتین مندز، نوازندهٔ بیس، را به گروه ملحق کرد، گرچه به دلیل محدودیت زمانی خود اکرفلت در این آلبوم نواختن گیتار بیس را بر عهده گرفت.
آلبوم آغوش من، نعش‌کش تو در ۱۸ اوت ۱۹۹۸ عرضه شد و مورد تحسین منتقدان قرار گرفت. با این آلبوم اپث گسترهٔ هواداران خود را در نقاط مختلف دنیا پهنا داد و هواداران بیشتری به‌دست‌آورد. همچنین با این آلبوم، گروه یک شیفت و تغییر در صدای خود آغاز کرد.

### طبیعت بی‌جانوپارک بلک‌واتر(۲۰۰۱–۱۹۹۹)
اپث در سال ۱۹۹۹ به دلیل تغییر در مالکیت کمپانی کندل‌لایت رکوردز، با پیس‌ویل رکوردز، ناشر بریتانیایی، قرارداد همکاری در اروپا امضا کرد. گروه برای کار در استودیو فریدمن زمان را رزرو کرده بود؛ تا کار بر روی سومین آلبوم خود را شروع کند، اما به دلیل تغییر مکان استودیو کار در استودیو به تعویق افتاد و به دلیل محدودیت‌های زمانی؛ گروه تنها دو بار در استودیو به تمرین پرداخت. همچنین طرح جلد آلبوم عامل دیگری بود که سبب شد تا آلبوم چهارم گروه با نام طبیعت بی‌جان، یک ماه دیرتر در تاریخ ۱۸ اکتبر ۱۹۹۹ منتشر شود. مشکلاتی که ناشر پخش آثار گروه داشت آلبوم تا فوریه سال ۲۰۰۱ در آمریکا منتشر نشد. این آلبوم اولین همکاری مارتین مندز، نوازندهٔ گیتار بیس، با گروه بود، همچنین نخستین آلبوم گروه است که روی جلد آن از یک نوشته (لوگوی گروه) استفاده می‌شود. از نظر آل‌میوزیک ریف‌های گیتار و ملودی‌های ظریف در آهنگ‌های این آلبوم قابل توجه بود. به نقل از میکائیل اکرفلت، این آلبوم یک آلبوم مفهومی است و شخصیت اصلی آن کسی است که از شهر خودش رانده شده؛ به این دلیل که او به اندازهٔ سایر ساکنان آن شهر ایمان و اعتقاد ندارد.
پس از برگزاری چند اجرا در اروپا گروه به استودیو فریدمن برگشت تا کار بر روی پنجمین آلبوم خود را شروع کند، در این دوره استیون ویلسون، خواننده و آهنگساز گروه پورکیوپاین تری، به عنوان تهیه‌کننده در کنار گروه بود. گروه با تکیه و کار بر روی قطعاتی که از فصول ضبط آلبوم قبلشان داشتند و کمترین تمرین؛ وارد استودیوی ضبط شدند و در آن زمان هیچ شعری هم برای آهنگ‌ها ننوشته بودند. اکرفلت این دوره را دشوار یاد می‌کند هرچند احساس خوبی به آن دارد و آن را در حقیقت حاصل تلاش می‌داند.
در این دوره ویلسون گروه را تحت فشار قرار داده بود تا از صداها و تکنیک‌های صوتی جدید در کارشان استفاده کنند، آکلفردت می‌گوید: «ویلسون ما را راهنمایی کرد که به سمت نوییزهای عجیب و غریب برای صدا و گیتار گام برداریم».
اپث پنجمین آلبوم خود را با نام پارک بلک‌واتر در ۲۱ فوریه ۲۰۰۱ عرضه کرد. وب‌سایت آل‌میوزیک گفته است: «این آلبوم به سنت گروه اپث پایبند است و با فراتر رفتن از محدودیت‌های دث متال و بلک متال، بارها پایه‌های ترانه‌سرایی مرسوم را در هم می‌شکند.» گروه در پشتیبانی از این آلبوم نخستین تور جهانی خود را برگزار کرد و برای نخستین بار نیز در اروپا به هدلاین کردن پرداخت. همچنین در جشنوارهٔ وکن اپن ایر در آلمان در حضور بیش از ۲۵٬۰۰۰ نفر به اجرا پرداخت.

### رهاییونفرین‌شدگی(۲۰۰۴–۲۰۰۲)
پس از برگزاری تور برای آلبوم پارک بلک واتر، اپث به استودیو برگشت تا کار بر روی ششمین آلبوم خود را آغاز کند. در آن زمان اکرفلت برای گنجاندن و آمیختن قطعات جدید در کنار هم دچار مشکل بود، خود او اینچنین می‌گوید: «من مایل به ساختن چیزی بودم که از آنچه که تاکنون ساخته بودیم هوی‌تر باشه، هنوز هم من بخش‌ها و تنظیمات جااُفتاده و دلپذیری را داشتم که نمی‌خواستم به هدر بدمشان».
یوناس رنکسه، یکی از دوستان صمیمی اکرفلت و عضو گروه موسیقی کاتاتونیا، به او پیشنهاد داد که برای دو آلبوم به صورت جداگانه موسیقی بسازد، یکی در ژانر هوی‌متال و دیگری کمی سافت‌تر.
اکرفلت و هم‌گروهی‌هایش این را پذیرفتند، اکرفلت برای این کار ناشر گروه را نیز متقاعد کرد: «من مجبور بودم تا حدودی دروغ بگویم، گفتم که ما می‌توانیم این ضبط را خیلی زود به سرانجام برسانیم، و هزینه‌اش هم بیشتر از یک آلبوم معمولی نمی‌شود».
در سال ۲۰۰۲ پس از اینکه کار ساخت بیشتر قطعات آلبوم انجام شد، گروه برای ضبط آن به استودیوی نکسوینگ رفت، این در حالی بود که تنها یک بار پیش از ورود به استودیو آهنگ‌ها را تمرین کرده بودند. مراحلی از ضبط به همراه استیون ویلسون در استودیو فریدمن نیز انجام گرفت. گروه مجبور بود دو آلبوم را به صورت هم‌زمان به اتمام برساند و این امر گروه را زیر فشار قرار می‌داد. آکلفردت این دوره را مشکل‌ترین آزمون زندگی‌شان در تاریخ می‌داند.
پس از تکمیل آهنگ‌های اولیه گروه برای تولید آن به انگلستان نقل مکان کرد و در آنجا به همراه اندی اسنیپ در استودیوهای بک استیج مراحل میکس آلبوم هوی‌متال، رهایی، را از سر گرفت. اکرفلت دربارهٔ این آلبوم می‌گوید: «رهایی خیلی ضعیف ضبط شد، بدون هرگونه سازماندهی»، او همچنین وجود اسنیپ را در این ضبط با ارزش می‌داند و معتقد بود که در این ضبط او مانند یک ناجی عمل کرد و به همین دلیل در روی بسته‌بندی آلبوم در قسمت دست‌اندرکاران با نام «ناجی» از او یاد شد.
آلبوم رهایی در چهارم نوامبر ۲۰۰۲ منتشر شد و برای نخستین بار توانست در یکی از چارت‌های ایالات متحدهٔ آمریکا قرار گیرد. وبگاه آل‌میوزیک آلبوم را روی هم رفته نسبت به کارهای پیشین اپث؛ زیرکانه‌تر در نظر گرفت.
اپث پس از عرضهٔ این آلبوم تنها یک کنسرت در استکهلم برگزار کرد و سپس به بریتانیا رفت تا کار بر روی بخش‌های خواندن در آن یک آلبوم دیگر، نفرین‌شدگی، را با کمک استیون ویلسون در استودیوی شخصی پروژهٔ نومن او به اتمام برساند، هرچند که اکرفلت بر این باور بود که گروه نمی‌تواند دو آلبوم رهایی و نفرین‌شدگی را با هم تمام کند، اما گروه ساخت این دو آلبوم را در مدت زمان هفت‌هفته به اتمام رساند و این در حالی بود که قبلاً این مدت زمان را به تنهایی برای آلبوم پارک بلک‌واتر صرف کرده بود. آلبوم نفرین‌شدگی در آوریل ۲۰۰۳ منتشر شد و برای نخستین بار یکی از آلبوم‌های گروه در چارت بیلبورد قرار گرفت، هرچند این جایگاه بهتر از ۱۹۲ نبود. گروه بابت این آلبوم؛ یک جایزه گرمی را در سوئد به عنوان بهترین آلبوم هارد راک دریافت کرد.

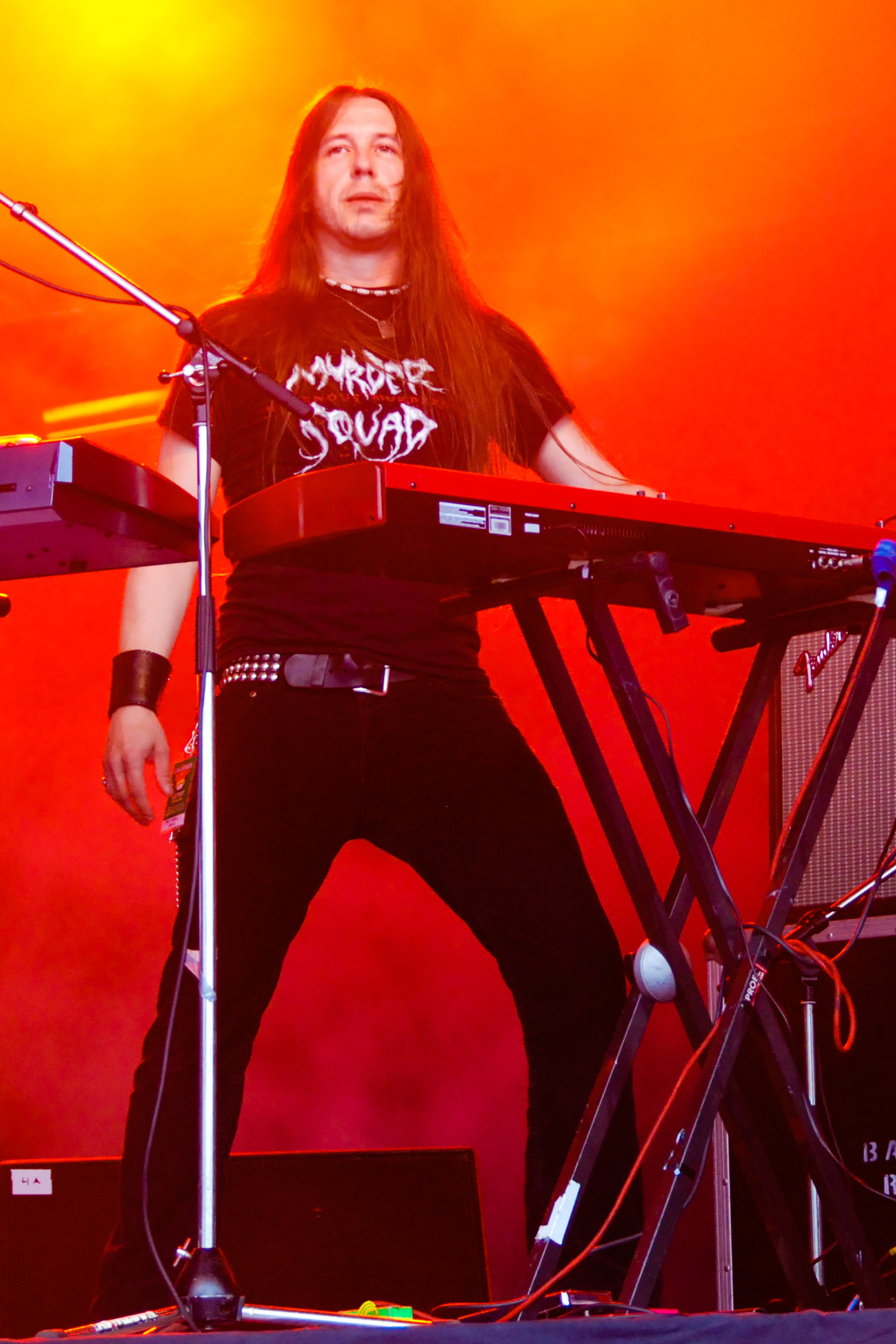
پر ویبرگ از ۲۰۰۳ تا ۲۰۱۱ با گروه همکاری کرد

پس از انتشار این دو آلبوم گروه بزرگ‌ترین تور خود را تا آن زمان انجام داد، توری با بیش از ۲۰۰ اجرا در سال‌های ۲۰۰۳ و ۲۰۰۴. اپث سه اجرای ویژه را نیز در اروپا برگزار کرد که در آن از دو فهرست ترانه استفاده می‌کرد، یک فهرست شامل ترانه‌های آکوستیک‌تر و فهرست دیگر هم دربرگیرندهٔ ترانه‌های هوی متال بود.
در این دوره گروه نخستین دی‌وی‌دی خود را نیز با نام مراثی ضبط و منتشر کرد که در محل شپردز بوش امپایر لندن ضبط شده بود و بیشتر شامل ترانه‌های سه آلبوم آخر اپث می‌شد و در آن مستندهایی نیز گنجانده شده بود. این دی‌وی‌دی توانست در کانادا گواهی طلایی را دریافت کند.
در این دوره اپث برای یک اجرا در کشور اردن نیز زمان‌بندی کرده بود، مدیر تورهای اپث برای این اجرا ۶٬۰۰۰ بلیت درنظرگرفته بود، اما به دلیل وحشت‌زدگی مارتین لوپز، درامر گروه، پیش از عازم‌شدن به سمت اردن؛ گروه این اجرا را لغو کرد.
در اوایل ۲۰۰۴ گروه به دلیل وحشت‌زدگی‌های بیشتر لوپز، مجبور شد که دو اجرایش را به تعویق بیندازد، اما این دو کنسرت را به همراه تکنیسین درام لوپز اجرا کرد. لوپز در آخرین قسمت از تورهای این دو آلبوم آخر؛ در اجرای سیاتل، واشینگتن به گروه پیوست. پر ویبرگ نیز در این تورها به عنوان نوازندهٔ کیبرد و همخوان با گروه همکاری می‌کرد.
پس از یک سال برگزاری تورها، اپث به استودیو برشت تا کار روی قطعات آلبوم جدید را شروع کند، این امر در اوایل ۲۰۰۴ محقق شد و گروه در اواخر سال ۲۰۰۴ کار بروی ساخت قطعات هشتمین آلبوم خود را به اتمام رساند.

### اوهام روح(۲۰۰۷–۲۰۰۵)

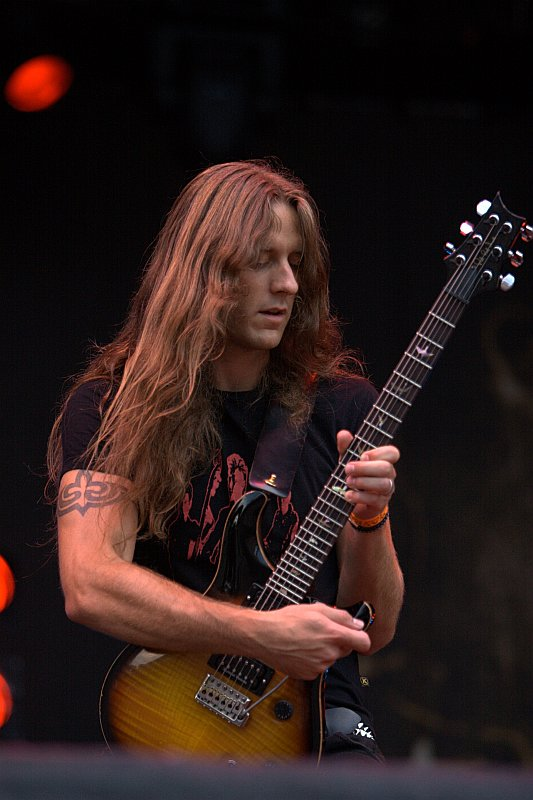
پیتر لیندگرن در سال ۲۰۰۷ پس از شانزده سال از گروه جدا شد.

میوزیک فور نیشنز، ناشر گروه در اروپا، در سال ۲۰۰۵ فعالیت خود را تعطیل کرد و گروه برای قرارداد با ناشرهای دیگر وارد مذاکره شد و در نهایت با رودرانر رکوردز قرارداد امضا کرد.
اکرفلت عمده دلیلی که موجب شد تا گروه با این ناشر قرارداد ببندد را گسترهٔ پخش آن ناشر و همچنین اطمینان از اینکه آلبوم در خرده فروشی‌ها به اندازه کافی موجود است؛ عنوان کرد. از آنجا که این ناشر با گروه‌های راک و متال عامه‌پسندتر و باب روز همکاری می‌کرد؛ پس از اینکه خبر انتشار قرارداد بارودرانر درز کرد؛ برخی هواداران از این موضوع ناراضی بودند که اکرفلت در واکنش به این هواداران گفت: «نمی‌توانم باور کنم که پس از این همه سال ما اعتبار هریک از هواداران خودمان را به‌دست نیاورده باشیم، منظورم این است که ترانه‌های ما بالای ده دقیقه است!».
گروه برای نخستین بار پس از آلبوم آغوش من، نعش‌کش تو؛ پیش از ورود به استودیوی ضبط به مدت سه هفته به تمرین قطعات پرداخت. در این دوره پر ویبرگ که در تورها به عنوان نوازنده کیبورد حضور داشت؛ به عنوان عضو اصلی به گروه پیوست.
مراحل ضبط آهنگ‌ها در استودیوهای فسینیشن استریت مابین مارس تا ژوئن ۲۰۰۵ در اوربروی سوئد صورت گرفت و نتیجهٔ کار با نام اوهام روح در همان سال منتشر شد که از لحاظ تجاری موفق بود و منتقدان نیز نظر مثبتی به آن داشتند. این آلبوم نسبت به تمام کارهای قبلی اپث موفق‌تر بود و برای نخستین بار در چارت ایالات متحده قرار گرفت (#۶۴) و در سوئد هم تا جایگاه نهم بالا آمد. کیت برگمن از وبگاه بلبرموث امتیاز ده از ده را به آلبوم داد تا این آلبوم جزو آلبومهایی باشد که تمام امتیاز را از این سایت دریافت می‌کند.
در ۲۱ می ۲۰۰۶ مارتین لوپز اعلام کرد که به دلیل مشکلات سلامتی؛ راهش را از اپث جدا کرده است. گروه مارتین اکسنروت، که به همراه اکرفلت در پروژهٔ بلودبث به عنوان درامر همکاری می‌کرد، را جایگزین وی کرد.
اپث در سال ۲۰۰۶ در جایگاه اصلی گیگان‌تور به همراه گروه مگادث به تور رفت. آلبوم اوهام روح در اکتبر سال ۲۰۰۶ به همراه یک بازخوانی از آهنگ دیپ پرپل با نام «سرباز مزدور»، یک دی‌وی‌دی شامل نسخهٔ ساراند آلبوم و به همراه مستندی از مراحل ساخت آلبوم بازنشر پیدا کرد. یکی از اجراهای اپث در لندن در سالن موسیقی کمدن‌راندهاوس ضبط شد و در قالب یک آلبوم دودیسکه زنده منتشر شد.
در ۱۷ مه ۲۰۰۷ لیندگرن گیتارنواز گروه اعلام کرد که قصد دارد پس از ۱۶ سال از گروه جدا شود، او علت جداشدنش را از دست‌دادن شور و شوق و الهام‌بخشی لازم به عنوان یکی از اعضای گروه ذکر کرد. جدایی او با گروه به صورت دوستانه بود
گروه با رفتن لیندگرن، فردریک اکسن، گیتارنواز پیشین آرچ انمی، را جایگزین وی کرد. اکرفلت می‌گوید: «فردریک تنها نامی بود که به ذهنمان رسید تا بتوانیم جایگزین پیتر بکنیم، بنظرم او یکی از سه گیتاریست برتر در بیرون سوئد است».

پس از برگزاری بیش از ۲۰۰ اجرا در پشتیبانی از آلبوم اوهام روح، گروه در نوامبر ۲۰۰۷ به استودیو برگشت تا کار بر روی نهمین آلبوم را از سر بگیرد.

### نقطه عطفودر کنسرت رویال آلبرت هال(۲۰۱۰–۲۰۰۸)
گروه عنوان آلبوم بعدی خود را نقطه عطف در نظر گرفت. این آلبوم ۷ آهنگه در سوم ژوئن ۲۰۰۸ پخش شد و موسیقی آن تلفیقی از متال مدرن، موسیقی فولک اروپا، پراگرسیو راک و جاز بود. اکرفلت دربارهٔ این آلبوم می‌گوید «آهنگ‌های این آلبوم کمی پرانرژی‌تر هستند و برای من یادآور سومین ضبطمان است؛ چون که ترانه‌های آن آلبوم خیلی پر انرژی بودند. آلبوم جدید ما شبیه به کارهای یه گروه خسته و پیر نیست و شبیه صدای گروهی هست که اعضای آن واقَعاً از نواختن لذت می‌برند».

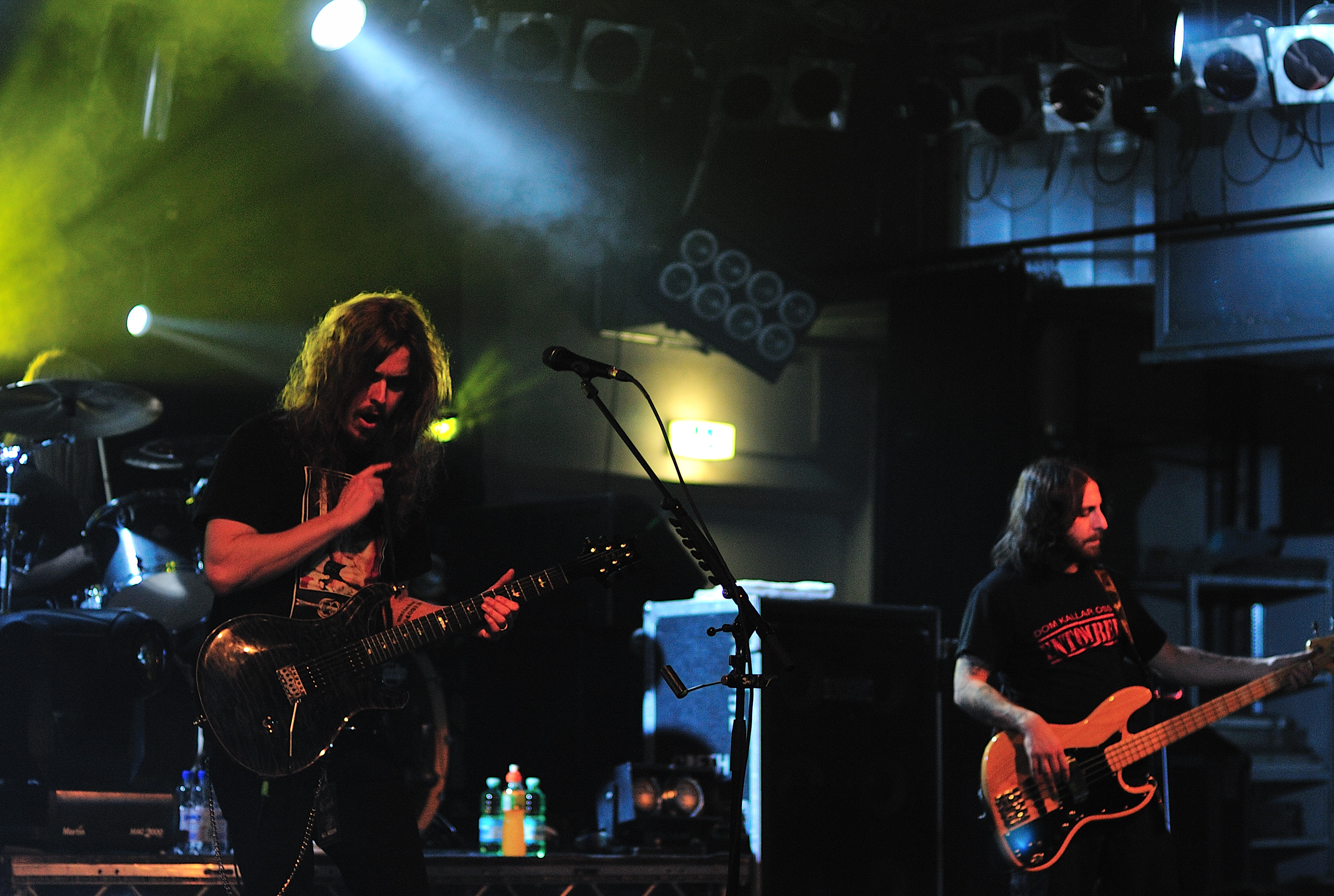
مارتین مندز (سمت راست)، میکائیل اکرفلت (چپ) اپث در حال اجرا در سال ۲۰۰۸

نقطه عطف بهترین جایگاه‌ها را برای اپث در چارت‌ها نسبت به آلبوم‌های پیشین به‌دست‌آورد، به‌طوری‌که در چارت استرالیا تا جایگاه هفتم، در چارت فنلاند تا جایگاه نخست و در چارت بیلبورد ۲۰۰ آمریکا در جایگاه ۲۳ قرار گرفت.
اپث در پشتیبانی از آلبوم جدید خودبه تور رفت، از جملهٔ این تورها اجرایش به همراه گروه آرچ انمی در تور مدافعان ایمان بود که دو گروه به صورت مشترک هدلاین کردند. همچنین حضور در تور پراگرسیو نیشن به همراه گروه دریم تیتر و حضور در جشنواره وکن اپن ایر از دیگر برنامه‌های گروه برای پشتیبانی آلبوم جدید بود. هرچند اجراهای گروه در پرتغال و اسپانیا لغو شد و چهار اجرای ۲۶ تا ۲۸ ژوئن نیز به این دلیل که اکرفلت آبله مرغان گرفته بود برگزار نشد. اپث پیش‌بینی اجرا در دو جشنواره در نروژ و سوئد را کرده بود که نتوانست در هیچ‌کدام شرکت کند در هر دو اجرا؛ گروه بلک متال ستریکن جای آن‌ها به اجرا پرداخت. از سپتامبر تا اکتبر اپث به برگزاری تور در آمریکای شمالی کرد که در آنجا توسط گروه‌های های آن فایر،بارونس و نچمایستیوم پشتیبانی شد. پس از آن گروه دوباره به اروپا برگشت و باقی سال را با گروه‌های سینیک و د اوشن به تور رفت.
در این دوره اپث یک آهنگ جدید هم ساخت و ضبط کرد که در موسیقی بازی خدای جنگ ۳ از آن استفاده شد. اکرفلت آن آهنگ را نزدیک به سبک متال نمی‌داند.
گروه در بیستمین سال شکل‌گیری، تور جهانی شامل شش نمایش را برگزار کرد که از مارس تا آوریل ۲۰۱۰ به درازا کشید. در این تور آلبوم پارک بلک واتر کاملاً اجرا می‌شد، همراه با آن چند آهنگی که هرگز اجرا نشده بودند توسط گروه به اجرا درآمد. اکرفلت در این باره گفت: «باورنکردنیست، ما بیستمین سال شکل‌گیریمان را جشن گرفته‌ایم، من از شانزده سالگی در این گروه بوده‌ام، این دیوانگی است». هم‌زمان با تور یک نسخه ویژه از آلبوم پارک بلک‌واتر نیز در ۲۹ مارس ۲۰۱۰ منتشر شد.
کنسرتی که گروه در پنجم آوریل ۲۰۱۰ در رویال آلبرت هال لندن اجرا کرد، فیلم‌برداری شد و به صورت آلبوم زنده و دی‌وی‌دی با نام در کنسرت رویال آلبرت هال در سپتامبر ۲۰۱۰ پخش شد. این دی‌وی‌دی شامل اجرای کامل آلبوم پارک بلک واتر و یک آهنگ از هر آلبوم اپث تا آن زمان بود.
اکرفلت در سپتامبر ۲۰۱۰ که او سرگرم ساختن آلبوم جدید اپث است. گروه در وبسایت خود اعلام کرد که مراحل ضبط آلبوم جدیدشان از ۳۱ ژانویه در استودیوهای آتلانتیس/مترونوم استکهلم شروع می‌شود و استیون ویلسون و ینس بوگرن به عنوان تهیه‌کننده با گروه فعالیت می‌کند.

### میراث(۲۰۱۱–۲۰۱۳)
در آوریل ۲۰۱۱ مدتی پس اینکه مراحل میکس آلبوم به پایان رسید، اپث اعلام کرد که در یک تصمیم دو طرفه مابین گروه و پر ویبرگ؛ او این پس با گروه همکاری نخواهد کرد و با پایان یافتن مراحل ضبط آلبوم به دنبال جایگزین برای وی خواهند بود.
میراث، دهمین آلبوم اپث، در سپتامبر ۲۰۱۱ منتشر شد و نقدهای نسبتاً مطلوبی را دریافت کرد؛ هرچند از این لحاظ نسبت به آلبوم پیشین خود نقدهای ضعیف‌تری را دریافت کرده بود.
در این آلبوم گروه نوع موسیقی متفاوتتری را نسبت به آلبوم‌های پیشین خود در پیش گرفت، همچنین در آن از نوع خوانندگی دث متال استفاده نشد.
اپث در سال‌های ۲۰۱۱ و ۲۰۱۲ و در پشتیبانی از آلبوم جدید خود، به همراه یواکیم اسوالبرگ، نوازندهٔ کیبورد جدید خود، در آمریکای شمالی و اروپا به تور رفت. در سپتامبر و اکتبر به همراه گروه کاتاتونیا و در نوامبر نیز با گروه پراگرسیو متال پین آو سلویشن به اجرا پرداختند. تورها در سال ۲۰۱۲ در ترکیه، اسراسیل، آمریکای جنوبی، سوئد، هند، ژاپن و یونان ادامه پیدا کرد.
در فوریه ۲۰۱۲ گروه برای نخستین بار در جشنواره سامر استورم در بنگالورو هند به اجرا پرداخت و در آنجاهدلاین کرد. در آوریل و مه ۲۰۱۲ اپث به گروه مستودون پیوست تا به همراه هم تور آمریکای شمالی را هدلاین کنند، در این تور گروه سوئدی Ghost نیز آنان را پشتیبانی می‌کرد. اپث و مستودون کنسرت‌های مختلفی را با هم هدلاین کردند. گروه فان هرتزن برادرز به عنوان پشتیبان گروه در چهارمین تور اسکاندیناوی گروه انتخاب شد؛ و در باقی تورهانیز گروه آناتما اپث را پشتیبانی کرد.
در اوت ۲۰۱۲ اکرفلت عنوان کرد که کار بر روی نوشتن قطعات جدید برای ساخت یازدهمین آلبوم را آغاز کرده و گفت که یک آهنگ آن صدایی مانند کارهای گروه گابلین را دارد که همین نام را هم برایش در هنگام کار در استودیو درنظرگرفته‌اند.
در دسامبر ۲۰۱۲ رودرانر، ناشر گروه، یک ویدئو از اپث در یوتیوب گنجاند که در آن نام و لوگوی گروه قرار دارد و نوشته شده «بهار ۲۰۱۳»، و شرح می‌دهد که «چیزی در آینده…». در ژانویه ۲۰۱۳ اپث یک تور در استرالیا برای ماه مارس را اعلام کرد. در پایان ماه مه ۲۰۱۳، گروه تورهای آلبوم دهم خود را با بیش از ۲۰۰ اجرا خاتمه داد.

### آیین کم‌رنگ(۲۰۱۴–۲۰۱۵)
در ۲۶ آگوست ۲۰۱۴، اپث یازدهمین آلبوم استودیویی خود را با عنوان آیین کم‌رنگ منتشر کرد. اکرفلت از اوت ۲۰۱۲ شروع به کار روی این آلبوم کرده بود. او در ژانویه ۲۰۱۴ اعلام کرد: «ما در حال بررسی ضبط آلبوم بعدی در استودیوهای راکفیلد در ولز هستیم، همان‌جایی که کوئین «بوهمین راپسودی» را ضبط کرد. هنوز تصمیم نهایی نگرفته‌ایم، اما می‌دانیم که این آلبوم هزینه‌برخواهد بود. چیزهای زیادی در جریان است؛ سازهای زهی زیادی داریم که پیش‌تر تجربه نکرده بودیم.» اکرفلت نگران بود که تغییر جهت موسیقایی گروه، طرفداران اُپث را دو دسته کند، اما وقتی از او پرسیدند که آیا این آلبوم سنگین‌تر از میراث خواهد بود یا نرم‌تر، گفت: «شاید کمی سنگین‌تر باشد، نه به سنگینی دث متال، بلکه در حد هارد راک و هوی متال. البته عناصر پروگرسیو، گیتارهای آکوستیک و ریف‌های تاریک‌تر و تهدیدآمیز هم در آن زیاد است.» اکرفلت خودش تهیه‌کنندگی این آلبوم را بر عهده داشت و با الهام از تجربه‌اش در پروژه استورم کرُوژن، از سازهای زهی در آن استفاده کرد. اعضای گروه پس از خلق آلبوم میراث احساس تازگی و انرژی دوباره داشتند و این موضوع روابط میان آن‌ها را صمیمی‌تر کرد.
نشریه گاردین نقد مثبتی از آیین کم‌رنگ منتشر کرد و آن را «نبوغ پیچیده و عجیب پروگ-متال» توصیف کرد که البته به دلیل سبک آوازی افراطی اکرفلت کمی ناقص به نظر می‌رسد. این آلبوم برای گروه بالاترین جایگاه‌ها را در جدول فروش داشت: شماره ۱۹ در آمریکا، شماره ۳ در سوئد و شماره ۱۴ در بریتانیا. در هفته اول انتشار در آمریکا، ۱۳ هزار نسخه از آن فروخته شد.
اُپث برای پشتیبانی از آیین کم‌رنگ تورهای بیشتری برگزار کرد. در سال ۲۰۱۵، گروه به مناسبت بیست و پنجمین سالگرد تأسیسش چند کنسرت ویژه برگزار کرد. در این اجراها، دو بخش مجزا داشتند: بخش اول، اجرای کامل آلبوم اوهام روح به مناسبت دهمین سالگرد آن، و بخش دوم مروری بر کل دوران فعالیت گروه برای جشن ۲۵ سالگی. اکرفلت از این کنسرت‌ها بسیار هیجان‌زده بود.

### جادوگروزهر در دم(۲۰۱۶–۲۰۲۰)
در ۱۵ ژوئن ۲۰۱۶، کمپانی نوکلئر بلست انترتینمنت خبر امضای قرارداد با اُپث را اعلام کرد. سه روز بعد، در ۱۸ ژوئن، اُپث یک تیزر ۳۰ ثانیه‌ای از آلبوم جدیدش، جادوگر، منتشر کرد. یک ماه بعد، در ۱۸ جولای، تاریخ انتشار آلبوم (۳۰ سپتامبر) به همراه تصویر جلد و فهرست آهنگ‌ها مشخص شد. اکرفلت دربارهٔ آن گفت: «این یک اثر کوچک و دوست‌داشتنی است. الان محبوب‌ترین آلبوم من در کل آثارمان است. البته باید همین‌طور باشد، نه؟ هم تازه است و هم حس قدیمی دارد، هم پراگرسیو است و هم بهبودیافته. سنگین و در عین حال آرام. دقیقاً همان‌طور که ما دوست داریم.» این آلبوم اولین پروژه تحت لیبل مودر بولاگت رکوردز بود، که همکاری مشترک اُپث و نوکلئر بلست است. مودر بولاگت در سوئدی به معنای «شرکت مادر» است.
در ۲۵ جولای ۲۰۱۶، گروه اولین گزارش استودیویی جادوگر را در کانال یوتیوب خود منتشر کرد. در این ویدیو، تأیید شد که گروه دوباره به استودیوهای راکفیلد بازگشته، همان‌جایی که آیین کم‌رنگ را ضبط کرده بودند. در انتهای ویدیو، بخشی ۲۰ ثانیه‌ای از یک آهنگ پخش شد که گیتارهای بسیار کوک‌پایین داشت و احتمالاً از آلبوم بود. در ۱ آگوست ۲۰۱۶، ویدیو لیریک آهنگ اصلی «جادوگر» منتشر شد و در ۵ سپتامبر همان سال، تک‌آهنگ دوم با عنوان «ویل او د ویسپ» نیز با ویدیو لیریک در یوتیوب و وب‌سایت گروه رونمایی شد. ویدیوی آهنگ «عصر» (Era) از این آلبوم نامزد «ویدیوی سال» در جوایز موسیقی پراگرسیو ۲۰۱۷ شد و گروه در نهایت جایزه «گروه بین‌المللی سال» را برد.
در ۲ اکتبر ۲۰۱۷، اکرفلت گفت که به فکر خلق چیزی «عجیب» و متفاوت برای آلبوم بعدی است که ممکن است تا اواسط یا اواخر ۲۰۱۹ منتشر شود. در ۲۰ نوامبر ۲۰۱۷، گیتاریست فردریک آکسون اعلام کرد که گروه تا تابستان ۲۰۱۸ هیچ اجرایی نخواهد داشت و در این مدت روی نوشتن آهنگ‌های آلبوم جدید تمرکز می‌کنند. در ۱۱ جولای ۲۰۱۸، آکسون در مصاحبه‌ای گفت: «تا حالا کلی سولو ضبط کرده‌ام. میکائیل تقریباً ۱۲ آهنگ برای آلبوم جدید نوشته و ما مواد کافی برای یک آلبوم داریم.» در ۲۲ می ۲۰۱۹، اُپث سیزدهمین آلبوم استودیویی خود، زهر در دم، را معرفی کرد که قرار بود ۲۷ سپتامبر ۲۰۱۹ منتشر شود. در ۱۲ جولای ۲۰۱۹، اولین تک‌آهنگ این آلبوم با عنوان «قلب در دست» به دو زبان انگلیسی و سوئدی منتشر شد.

### تغییرات ترکیب گروه وواپسین وصیت‌نامه(۲۰۲۱–اکنون)
در ۱۶ نوامبر ۲۰۲۱، اعلام شد که مارتین اکسنروت، درامر قدیمی گروه، به دلیل اختلاف‌نظرها و امتناع از دریافت واکسن کووید-۱۹ از گروه جدا شده است. سامی کارپینن برای تور آمریکای شمالی جایگزین او شد. در ۹ سپتامبر ۲۰۲۲، والتری وایرینن (که پیش‌تر با پارادایس لاست و پروژه آلکسی لایهو همکاری داشت) به عنوان درامر جدید گروه معرفی شد.
در ۱ آگوست ۲۰۲۴، اُپث اعلام کرد که چهاردهمین آلبوم استودیویی‌اش، واپسین وصیت‌نامه، در ۱۱ اکتبر منتشر خواهد شد، اما به دلیل تأخیر در تولید، تاریخ انتشار به ۲۲ نوامبر تغییر یافت. این آلبوم پس از ۱۶ سال با بازگشت آوازهای گِرول (آخرین بار در آلبوم نقطه عطف) همراه بود و بازخوردهای مثبتی از طرفداران و منتقدان دریافت کرد. همچنین اولین آلبوم کاملاً مفهومی گروه از زمان طبیعت بی‌جان در سال ۱۹۹۹ بود.

## تأثیرپذیری، صدا و موسیقی
ترانه‌های اپث عمدتاً به وسیلهٔ گیتارنواز، خواننده و ترانه‌سرای اصلی‌اش، میکائیل اکرفلت سروده و نوشته می‌شود. او در دوران جوانی تحث تأثیر گروه‌هایی مانند آیرن میدن، اسکورپیونز، دث، اسلیر، کلتیک فراست، کینگ دایموند، دیپ پرپل، کمل و جوداس پریست قرار داشت. آکرفلت آلبوم بال‌های تلخ سرنوشت از جوداس پریست را بهترین آلبوم متالِ همهٔ زمان‌ها می‌داند و از دوره‌ای سخن می‌گوید که فقط جوداس پریست گوش می‌کرده است. اکرفلت آهنگِ «وقت اشک ریختن است» از جوداس پریست را پیش از اکثر کنسرت‌هایش برای دست‌گرمی اجرا می‌کند.

### سبک و صدا
سبک گروه در نخستین آلبوم‌ها بیشتر ریشه در دث متال و بلک متال داشت، اما اکرفلت در آلبوم‌های بعدی عناصری از سبک‌های پراگرسیو راک و فولک راک را بیشتر در موسیقی اپث گنجاند و این دو سبک تأثیر مهمی در کارهای بعدی گروه داشت. اکرفلت دربارهٔ تنوع موسیقی اپث اینچنین می‌گوید:
من نمی‌تونم اینطور ببینم که در یک گروه تنها یک شیوه رو به کار بگیریم درحالکیه میشه هرکار دیگه‌ای رو انجام داد. این که ما در گروه خودمون فقط دث متال کار کنیم غیرممکن هست؛ دث متال ریشهٔ سبکی ما هست، اما ما الان قاراش میش هستیم و سبک‌های مختلفی رو اجرا می‌کنیم و من معتقدم خسته‌کننده هست که یک گروه فقط هوی متال کار کنه.— اکرفلت، 

### نوع خوانندگی
نوع خواندن اکرفلت در اپث همواره بین خوانندگی معمولی و خوانندگی سبک دث متال برای بخش‌های سافت و هوی جابه‌جا می‌شود، او در برخی قسمت‌های آهنگ‌ها نجواگونه می‌خواند. درحالی‌که در آلبوم‌های نخست گروه کاملاً از نوع خواندن دث متال استفاده می‌شد؛ اما بعدها گروه از نوع خواندن معمولی نیز استفاده کرد، به‌طوری‌که در آلبوم نفرین‌شدگی و از آلبوم میراث تا زهر در دم از نوع خوانندگی معمولی استفاده شده است. ادیواردو ریواداویا (منتقد موسیقی) درباره عملکرد اکرفلت در آلبوم اشاره کرده که: «خوانندگی اکرفلت از غرش‌های عمیق و پرقدرت تا ملودی‌های زیبای وهم‌آور و سرد در نوسان است، بسته به حال‌وهوای هر بخش از قطعات موسیقی.»

## اعضای گروه
| کنونی - میکائیل اکرفلت – گیتار، خواننده، بیس (۱۹۹۷) - مارتین مندز – بیس - فردریک اکسن – گیتار - یواکیم اسوالبرگ – کیبوردز، آواز زمینه - والتری وایرینن – درام پیشین - دیوید ایزبرگ - خواننده (۱۹۹۲–۱۹۹۰) - میکی برگ‌استورم - گیتار (۱۹۹۰) - ریل اِون - درام (۱۹۹۰) - دن نیلسون - گیتار (۱۹۹۰) - مارتین پرسُن - بیس (۱۹۹۰) - آندرس نردین - درام (۱۹۹۷–۱۹۹۰) - آندرس دیمئو - گیتار (۱۹۹۱–۱۹۹۰) - نیک دُرین - بیس (۱۹۹۱–۱۹۹۰) - کیم پترسن - گیتار (۱۹۹۱) - یوهان دی‌فارفلا - بیس، همخوان (۱۹۹۱، ۱۹۹۷–۱۹۹۵) - متیس اندر - بیس (۱۹۹۱) - پیتر لیندگرن - گیتار (۲۰۰۷–۱۹۹۱)، بیس (۱۹۹۱) - استفان گوتکلینت - بیس (۱۹۹۴–۱۹۹۱) - مارتین لوپز - درام (۲۰۰۶–۱۹۹۷) - پر ویبرگ - کیبورد، همخوان (۲۰۱۱–۲۰۰۵; تنها در تور کنسرت: ۲۰۰۵–۲۰۰۳) - مارتین اکسنروت – درام، ساز کوبه‌ای |

## دیسکوگرافی
- ارکیده (۱۹۹۵)
- طلوع صبح (۱۹۹۶)
- آغوش من، نعش‌کش تو (۱۹۹۸)
- طبیعت بی‌جان (۱۹۹۹)
- پارک بلک‌واتر (۲۰۰۱)
- نجات (۲۰۰۲)
- نفرین‌شدگی (۲۰۰۳)
- اوهام روح (۲۰۰۵)
- نقطه عطف (۲۰۰۸)
- میراث (۲۰۱۱)
- آیین کم‌رنگ (۲۰۱۴)
- جادوگر (۲۰۱۶)
- زهر در دم (۲۰۱۹)
- واپسین  وصیت‌نامه (۲۰۲۴)

## یادداشت
1. ↑  David Isberg
2. ↑  Eruption
3. ↑  The Sunbird
4. ↑  Anders Nordin
5. ↑  Nick Döring
6. ↑  Andreas Dimeo
7. ↑  Kim Pettersson
8. ↑  Mattias Ander
9. ↑  Stefan Guteklint
10. ↑  Remember Tomorrow
11. ↑  A Call to Irons
12. ↑  Fredrik Nordström
13. ↑  Studio Fredman
14. ↑  Nacksving Studios
15. ↑  Backstage Studios
16. ↑  Fascination Street Studio
17. ↑  Soldier of Fortune
18. ↑  Defenders of the Faith
19. ↑  Progressive Nation
20. ↑  High on Fire
21. ↑  Nachtmystium
22. ↑  Cynic
23. ↑  The Ocean
24. ↑  «The Throat of Winter"
25. ↑  Evolution XX: An Opeth Anthology
26. ↑  Atlantis/Metronome
27. ↑  Jens Bogren
28. ↑  Summer Storm
29. ↑  Von Hertzen Brothers
30. ↑  Here Come the Tears